# Enceinte de Louis XIII
Pour un article plus général, voir Enceintes de Paris.

Les limites de Paris du IVe siècle à 2015.
Enceinte gallo-romaine
Enceinte carolingienne
Enceinte de Philippe Auguste
Enceinte de Charles V
Enceinte de Louis XIII
Mur des Fermiers généraux
Enceinte de Thiers
Aujourd'hui

Vue de Paris en 1618 par Visscher.

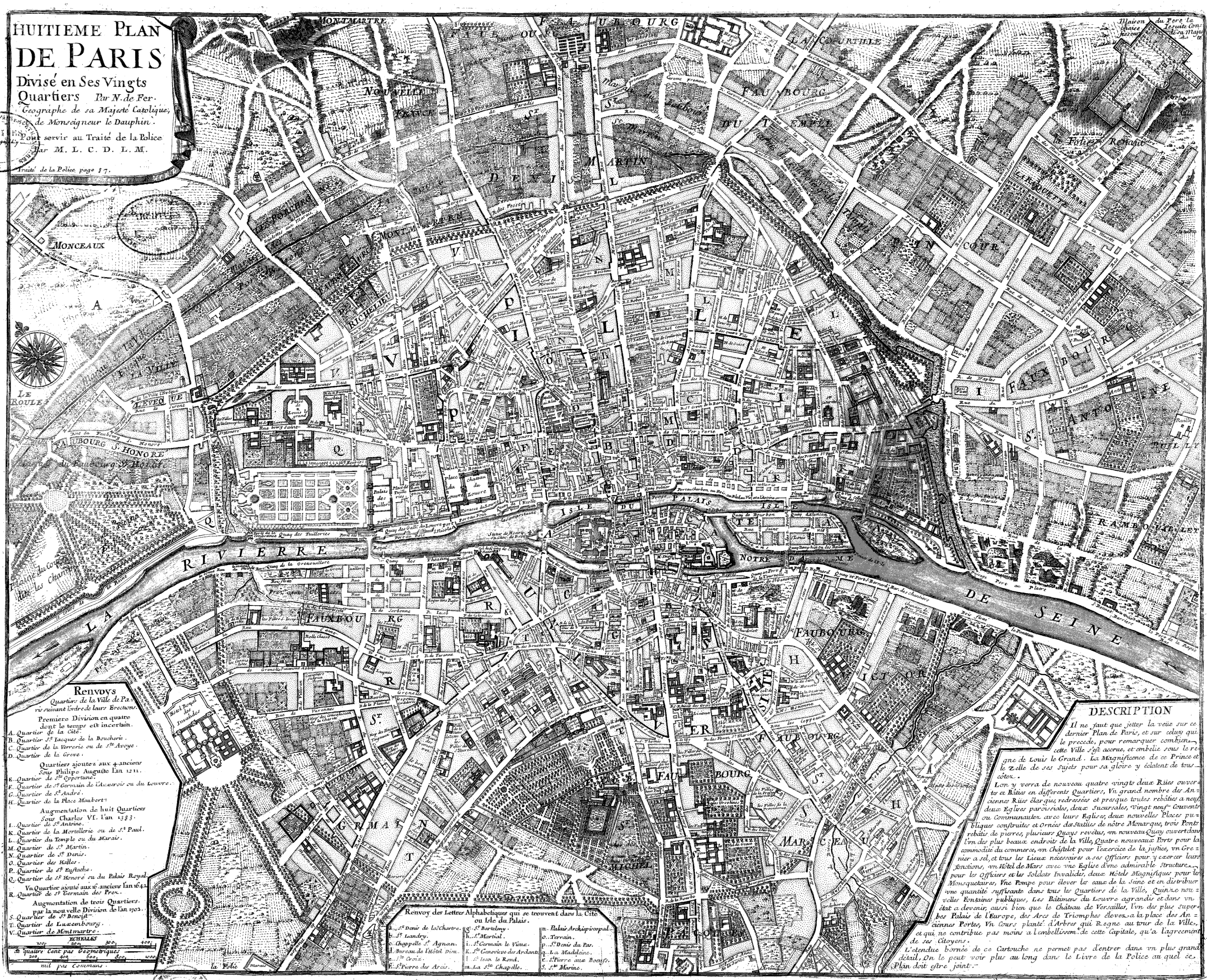
Plan de Paris en 1705 avec les premiers boulevards et les restes de l'enceinte de Louis

L'enceinte de Louis XIII, également appelée enceinte des Fossés Jaunes, est un système de fortification urbain construit à Paris, à la fin du XVIe siècle. Elle vient agrandir vers l'ouest l'espace urbain parisien ceinturée depuis le XIVe siècle par l'enceinte de Charles V. Elle est détruite dans la deuxième partie du XVIIe siècle. Les actuels grands boulevards, boulevards de la Madeleine, des Capucines, des Italiens, Montmartre, Poissonnière sont aménagés au nord de son emplacement.

## Historique

### Construction
En 1566, en raison des guerres de religion, de la proximité de la frontière (à seulement 150 km au nord) et des progrès de l'artillerie, on commence à améliorer la défense du côté de l'ouest, en construisant une ligne de six bastions, un kilomètre en avant de l'enceinte de Charles V, incorporant à Paris les Tuileries, ainsi que ce qu'on appelait alors le faubourg Saint-Honoré (la paroisse Saint-Roch), le faubourg Montmartre (l'actuel quartier de la Bourse), et la Butte-aux-Gravois.
Cette cinquième enceinte est parfois appelée « enceinte des Fossés jaunes », d'après la couleur du limon visible après les terrassements, ou de la couleur qui la représente sur les cartes de l’époque.
La construction de ce rempart amène la destruction en 1633 de la partie ouest de l'enceinte de Charles V devenu sans utilité militaire entre la Seine (approximativement au niveau du pont du Carrousel) et la porte Saint-Denis  pour faciliter l'urbanisation de l'espace compris entre les 2 enceintes notamment la construction du Palais-Royal et le lotissement du quartier Richelieu. La partie est de l'enceinte de Charles V entre la porte Saint-Denis, la Bastille et l'Arsenal fut maintenue et renforcée par la construction de bastions. 
De 1630 à 1635, en préparation de l'intervention française dans la guerre de Trente Ans, le cardinal de Richelieu fait renforcer les bastions et fortifier les portes, selon les plans de Jacques Lemercier. En 1645, une poterne est percée sur le chemin des Poissonniers (poterne de la Poisonnerie, rebaptisée porte Sainte-Anne en 1685).

### Destruction
Les conquêtes du début du règne de Louis XIV ayant repoussé les frontières du royaume, le roi, se souvenant de la résistance de la Ville lors de la Fronde et voulant embellir sa principale ville, adopta la proposition de Colbert de raser les fortifications de Paris.
Les talus et fossés des remparts furent détruits de 1668 à 1705 et un large boulevard de terre bordé d'ormes, le « Nouveau-Cours », les actuels grands boulevards  fut créé au nord de l'ancienne enceinte des Fossés jaunes de la place de la Madeleine au boulevard Poissonnière. À partir du boulevard de Bonne-Nouvelle jusqu'à la Bastille l'arc de cercle des grands boulevards est aménagé à l'emplacement de la partie de l'enceinte de Charles V qui avait été maintenue après 1633.
Les portes furent rasées : Saint-Denis en 1671, remplacée par un arc de triomphe à la gloire du Roi, Montmartre, Gaillon en 1690, Richelieu en 1701, Saint-Anne en 1715, de la Conférence en 1730, Saint-Honoré en 1733. Toutes ces portes, à l'exception de Saint-Denis, ont été détruites par la suite.
Les vestiges de cette enceinte sont rares car son tracé à l'arrière des boulevards est englobé dans l'urbanisation de cet espace, hôtels particuliers et couvent des Capucines,.

## Tracé
L'enceinte partait de la Seine et se connectait à l'enceinte de Charles V à l'ouest de la porte Saint-Denis. Le tracé du glacis de ce front bastionné correspond à la bordure Est de la place de la Concorde où la base du mur de clôture du jardin des Tuileries est celui de l'ancien bastion des Tuileries puis approximativement à la rue Royale, s'éloigne ensuite de 100 à 200 mètres au sud des boulevards de la Madeleine, des Capucines, des Italiens, Montmartre et Poissonnière et rejoint le boulevard de Bonne-Nouvelle créé sur un de ses bastions.

## Portes
| Nom                                             | Emplacement | Coordonnées                 | Image |
| ----------------------------------------------- | --- | --------------------------- | ----- |
| Porte de la Conférence                          | Quai des Tuileries | 48° 51′ 49″ N, 2° 19′ 16″ E |       |
| Porte Saint-Honoré                              | À hauteur des nos 422 et 281 de la rue Saint-Honoré, juste avant le croisement avec la rue Royale                                                                                         | 48° 52′ 06″ N, 2° 19′ 25″ E |       |
| Porte Gaillon                                   | Rue de La Michodière. Sa construction fut commencée en 1645 mais ne fut jamais terminée.                                                                                                  | 48° 52′ 15″ N, 2° 20′ 05″ E |       |
| Porte Richelieu                                 | Entre les rues Saint-Augustin et Neuve-des-Fossés-Montmartre (actuelle rue Feydeau), et plus précisément entre les rues de la Bourse et du Quatre-Septembre actuelles, alors inexistantes | 48° 52′ 11″ N, 2° 20′ 21″ E |       |
| Porte Montmartre                                | À hauteur des nos 158 et 160 de la rue Montmartre, au croisement avec la rue des Jeûneurs                                                                                                 | 48° 52′ 12″ N, 2° 20′ 34″ E |       |
| Poterne de la Poissonnerie ou Porte Sainte-Anne | Rue Poissonnière, au niveau de la rue de la Lune ouverte en 1646 | 48° 52′ 12″ N, 2° 20′ 52″ E |       |

## Bastions
L'enceinte comportait 6 bastions numérotés à partir de celui des Tuileries vers l'est jusqu'au bastion 6 de la butte de Bonne Nouvelle, la partie de l'enceinte de Charles V maintenue à son ancien emplacement en comportant 8 du bastion 7 de la porte Saint-Martin jusqu'au bastion 14 de la Tour de Billy à l'emplacement de l'extrémité sud-ouest de l'actuel bassin de l'Arsenal.
Ces bastions ont été créés ou confortés lors des deux périodes d'amélioration de l'ensemble fortifié de 1553 à 1660 puis vers 1631-1641.
Contrairement aux bastions 6 à 11 établis sur des buttes préexistantes dominant les terrains environnants, les bastions 1 à 5 ont été construits de toutes pièces assez bas pour échapper aux tirs directs.
Le bastion des Tuileries qui protégeait le palais des Tuileries était situé au sud du jardin des Tuileries. Ce fut le premier construit avec une première pierre posée en 1566 par le roi Charles IX accompagné de sa mère. Le mur de sa première face la plus proche de la Seine découvert en 2003-2004 sous l'Orangerie est un des rares vestiges de l'enceinte avec des éléments de sa deuxième face réutilisés dans le mur de soutènement de la terrasse du Jeu de Paume.
Le bastion Saint-Honoré, bastion 2, était en cours de construction en 1585. Son flanc sud était située au jardinet à l'arrière du 277 rue Saint-Honoré, sa pointe au milieu de la rue Royale à son entrée sur la place de la Madeleine. Un tronçon de 4 mètres de mur a été  découvert dans les sous-sols du no 39 rue Cambon où il est mis en valeur. 
Les bastions 3 à 6 ont été construits après 1590 mais figurent sur le plan Quesnel de 1609.
Le bastion Vendôme était compris entre le boulevard des Capucines et la rue des Capucines à l'ouest, la rue Louis-le-Grand à l'est. Il n'en reste aucun vestige. La courtine qui le reliait au bastion 4 était parallèle une quarantaine de mètres au nord à la rue Saint-Augustin qui longeait le chemin de ronde intérieur.
Le bastion de Gramont plus petit était compris à un emplacement compris entre l'actuelle rue de Gramont et la rue de Richelieu en avant de la rue Saint-Augustin.
Le bastion Saint-Fiacre était situé au nord de la rue des Jeûneurs entre la rue Montmartre et la rue du Sentier.
Le bastion de la butte de Bonne-Nouvelle faisait le raccord avec l'enceinte de Charles V  à l'emplacement de l'actuel quartier de Bonne-Nouvelle.
Il est établi sur une voirie ou dépôt de gravois, ce qui lui donna le nom de « Villeneuve-sur-Gravois ». Sa pointe nord était située à l'angle de la rue d'Hauteville. Ses flancs ne furent pas maçonnés. Son saillant a été arasé en 1709 pour le passage du boulevard de Bonne-Nouvelle. L'angle obtus aux nos 42 et 44 du boulevard en garde l'empreinte.

## Expansion urbaine induite par l’enceinte des Fossés Jaunes
La création de l’enceinte de Fossés Jaunes à partir de 1556, la poursuite de sa construction à partir de 1630 amenant la suppression de l’ancienne muraille de Charles V, puis son remplacement après 1670 par le Nouveau Cours situé en avant du rempart accompagnent l’expansion de la ville vers l’ouest de la rive droite.

### Au milieu duXVIesiècleavant la construction de l’enceinte
Au début de sa construction à partir de 1566, le nouveau rempart englobait trois petites agglomérations.

#### Saint-Honoré
Le faubourg qui se développait au-delà de l’ancienne porte Saint-Honoré de  l’enceinte de Charles V le long de la rue conduisant à Neuilly et à Nanterre et de la rue d’Argenteuil , au sud de la rue du Faubourg Saint-Honoré à proximité du rempart vers la Seine, l’hôtel des Tuileries et diverses propriétés.
En 1521 une chapelle dédiée à Sainte Suzanne est construite à l’emplacement de l’actuelle église Saint-Roch.
Catherine de Médicis achète en 1560 l’hôtel des Tuileries et les propriétés voisines qu’elle fait détruire pour construire le palais et aménager les jardins des tuileries.

#### Villeneuve-sur-Gravois
Les premières maisons de l’agglomération de Villeneuve-sur-Gravois sont construites dès 1536 sur le flanc de la  butte des Gravois qui faisait partie du domaine des Filles  Dieu dont l’Abbaye était située  à l’intérieur de l’enceinte de Charles V à l’emplacement des actuelles rues rues du Caire et d'Alexandrie. Ces maisons furent abattues en 1544 lors de la menace de siège de Paris par les troupes de Charles Quint. Cette agglomération est reconstruite au bas ou sur le flanc avec une chapelle dépendant de la paroisse Saint-Laurent édifiée en 1551.
Il fut décidé en 1563 d’inclure la butte à l’intérieur du rempart projeté.
Un faubourg se développait également au-delà de la porte Montmartre visible sur les plans de Truschet-Hoyau et de Saint-Victor de 1550. Ces constructions étaient situées à l’emplacement des actuelles rues Paul-Lelong (ancien petit chemin herbu), Léon Cladel, du Croissant et Saint-Joseph.

#### Le territoire entre le faubourg Montmartre et le quartier Saint-Roch
L’espace peu construit entre ces 3 noyaux urbanisés comprenait deux éminences proches surmontées de moulins , la butte des Moulins et la butte Saint-Roch à un emplacement compris entre les actuelles avenue de l’Opéra, rue des Petits-Champs, rue Sainte-Anne et rue Thérèse et un marché aux pourceaux puis aux chevaux entre ces buttes et la porte Saint-Honoré.

### Du début de la construction de l’enceinte à la démolition de l’enceinte de Charles V (de 1556 à 1630)

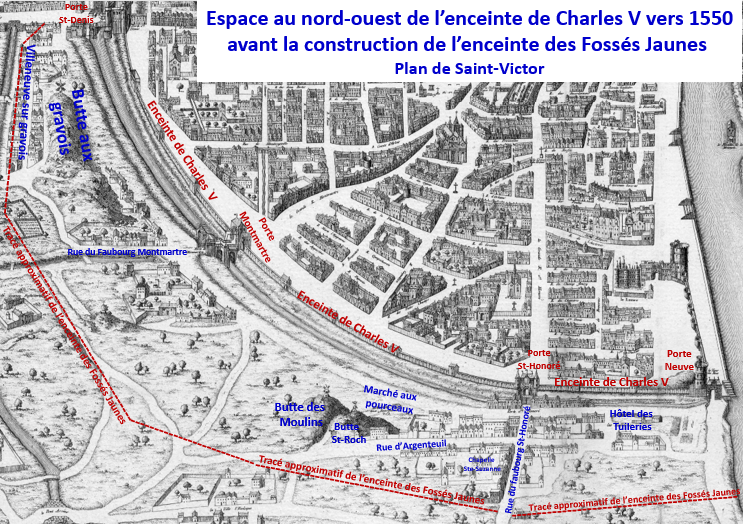
Territoire au-delà de l'enceinte de Charles V vers 1550 sur plan de Saint-Victor
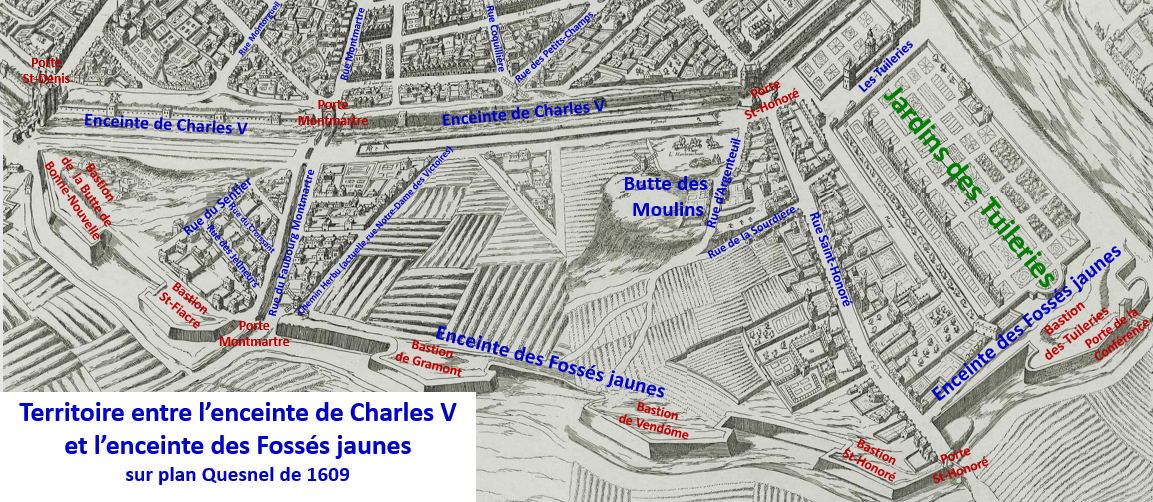
Enceintes de Charles V et des Fossés jaunes en 1609 (plan Quesnel)

La Villeneuve-sur-Gravois  et les moulins installés au sommet de la butte  furent encore détruits lors de siège  de Paris par Henri IV de mai 1591. Le sommet de la butte fut encore reconstruit autour de la rue de Beauregard à partir de 1620.
Des couvents s’installent autour de la rue Saint-Honoré, les Capucins en 1576, les Feuillants en 1587, les Capucines de 1604 à 1606, les Jacobins en 1611, les Filles de l’Assomption en 1623. Le couvent des Petits Pères est fondé rue Notre-Dame des Victoires en 1628. Rue Saint-Honoré, l'hôtel du Perron qui devient la propriété de César de Vendôme qui lui donne son nom est reconstruit.
Le territoire entre le faubourg Montmartre et le quartier Saint-Roch reste peu construit ce qui apparaît sur le plan de Paris de Quesnel de 1609.

### La création duquartier Richelieu(1630-1670)
Richelieu achète en 1624, peu avant d'être nommé ministre de Louis XIII, deux propriétés proches de l'enceinte de Charles V, l'hôtel d'Angennes et l’hôtel d’Armagnac voisin, pour en faire sa résidence. Nommé en 1631 directeur général des fortifications, il confie la démolition du rempart de Charles V et l’achèvement de l'enceinte des Fossés jaunes. Ces travaux sont confiés par contrat passé le 9 octobre 1631 à Pierre Pidou, secrétaire de la Chambre du roi et premier commis de Louis Le Barbier qui obtient le droit de lotir les terrains entre les deux enceintes.
Le palais Cardinal avec un grand jardin est créé à l’emplacement des hôtels d’Angennes et d’Armagnac, du rempart démoli et sur les terrains à l’arrière, soit un quadrilatère de 400 m sur 140 m.
Les terrains avoisinants sont divisés en 45 lots dont 42 donnés  à rente rachetable à Louis Le Barbier par contrat du 17 mars 1636.
Ce lotissement sur lequel furent  ouvertes des rues sur un plan orthogonal autour de deux axes, rue de Richelieu et rue Neuve des Petits-Champs (actuelle rue des Petits-Champs) jusqu’à la rue Gaillon, et des voies parallèles, rue Vivienne, rue Sainte-Anne sur la butte des Moulins, Neuve-Saint-Augustin devient un quartier de notables où une classe privilégiée édifie ses hôtels,
40 % des gens de finances  et des fermiers généraux s’y installent.
Des couvents s’y établissent également, les Filles Saint-Thomas en 1639 à l’emplacement de la Bourse actuelle, les Nouvelles Catholiques en 1672 rue Sainte-Anne.
Les buttes des Moulins et de Saint-Roch sont partiellement arasées vers 1640 avec destruction des masures et des moulins qui y étaient installés. Des rues y sont tracées sur un tracé plus irrégulier que celui du réseau autour du Palais Royal.
Ces aménagements ont décuplé la valeur des terrains, à la grande surprise des modestes jardiniers qui les possédaient sans avoir le moyen d'y construire des maisons comme l'indique un acte de 1637 : « parce qu'à présent il y a quantité de personnes qui veullent bastir esdicts lieux à cause de la nouvelle closture, et que les supplians n'ont pas le moyen de leur chef d'y faire bastir, il s'est présenté noble homme Gilbert Thoniers, conseiller du Roy et Commissaire des guerres, qui a faict offre… pour acheter le terrain ». Les terrains ont été lotis par Michel Villedo, Simon Delespine, Michel Noblet, Charles Béchameil et Jean Monicault.

### Suppression de l'enceinte des Fossés jaunes et aménagement du «nouveau Cours» (de 1670 au début duXVIIIesiècle)

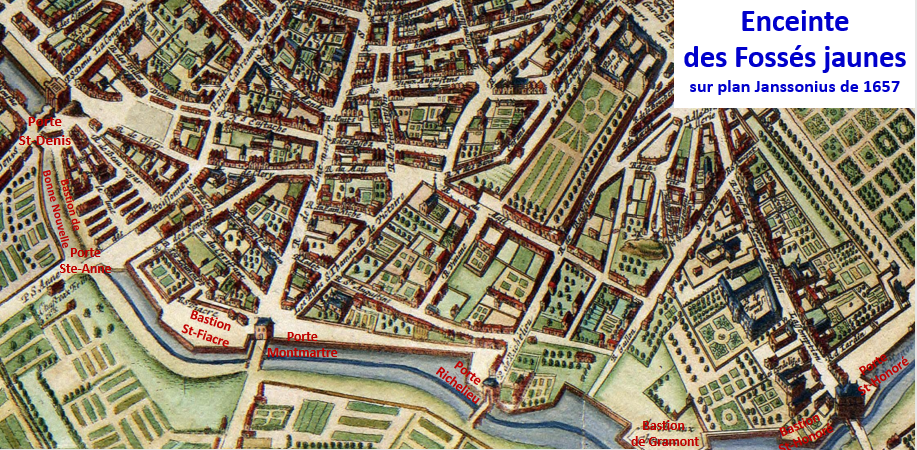
Territoire entre les 2 enceintes en 1657

Louis XIV décide en 1670 de faire de Paris une ville ouverte et de construire une large chaussée plantée d'arbres, les actuels grands boulevards, à la place des anciennes fortifications. La partie de ce « Nouveau Cours » correspondant aux actuels boulevards de la Madeleine, des Capucines, des Italiens, Montmartre et Poissonnière est tracée en avant de l'ancienne enceinte des Fossés Jaunes qui est progressivement rasée, la porte de Richelieu étant détruite en 1701, libérant un espace pour de nouvelles constructions. Des hôtels particuliers se construisent, notamment l'hôtel de Choiseul, l'hôtel de Ménars  l'hôtel de Loges, l'hôtel de Grammont, l'hôtel d'Uzès.. 
Ce remplacement du rempart s'accompagne de grands projets d'urbanisme, notamment la création de la place des Victoires et de la place Vendôme à l'emplacement de l'hôtel de Luxembourg et du couvent des Capucines déplacé au bord de l'actuel boulevard des Capucines et construction d'hôtels particuliers à l'arrière des façades. De nouvelles voies sont ouvertes, rue Louis-le-Grand, rue des Capucines, prolongement de la rue des Petits-Champs à l'ouest de la rue Gaillon.